# Louis Agyemang
Louis Agyemang (ur. 4 kwietnia 1983 w Akrze) – ghański piłkarz grający na pozycji napastnika.

## Kariera klubowa
Karierę piłkarską Agyemang rozpoczął w klubie Hearts of Oak z Akry. W 2002 roku zadebiutował w jego barwach w pierwszej lidze ghańskiej. W debiutanckim sezonie wywalczył mistrzostwo Ghany. Kolejne sukcesy z Hearts of Oak osiągnął w 2005 roku, gdy po raz drugi został mistrzem kraju oraz zdobył Puchar Konfederacji (w finale 1:1, 1:1 k. 8:7 z Asante Kotoko).
W 2005 roku Ghańczyk odszedł do południowoafrykańskiego Kaizer Chiefs z Johannesburga. Po 2 latach gry w Premier Soccer League przeszedł do tunezyjskiego Étoile Sportive du Sahel, z którym zdobył Puchar Tunezji. Na początku 2008 roku zmienił klub i na pół sezonu przeszedł do Dynamos Polokwane, drugoligowca z RPA.
W połowie 2008 roku Agyemang wrócił do Ghany i został zawodnikiem Asante Kotoko. Następnie występował w drużynach Medeama SC oraz Ashanti Gold SC. W 2015 roku zakończył karierę.

## Kariera reprezentacyjna
W reprezentacji Ghany Agyemang zadebiutował w 2005 roku. W 2006 roku podczas Pucharu Narodów Afryki 2006 był w kadrze Ghany rezerwowym i nie rozegrał żadnego spotkania.